# Хролович, Борис Антонович
Борис Антонович Хролович (род. 16 апреля 1936, Быховский район) — советский легкоатлет, специалист по спортивной ходьбе. Выступал за сборную СССР по лёгкой атлетике в 1960-х годах, победитель и призёр первенств всесоюзного значения, участник летних Олимпийских игр в Токио. Мастер спорта СССР международного класса. Заслуженный тренер Белорусской ССР.

## Биография
Борис Хролович родился 16 апреля 1936 года в деревне Новая Боярщина Быховского района Могилёвской области Белорусской ССР.
Занимался лёгкой атлетикой в Минске, состоял в добровольном спортивном обществе «Динамо». В 1959 году окончил Институт физической культуры в Минске.
Впервые заявил о себе на всесоюзном уровне в сезоне 1962 года, когда выиграл бронзовую медаль в ходьбе на 20 км на чемпионате СССР в Москве.
В 1963 году в той же дисциплине одержал победу на чемпионате страны в рамках III летней Спартакиады народов СССР в Москве.
На чемпионате СССР 1964 года в Киеве взял бронзу. Благодаря череде удачных выступлений удостоился права защищать честь страны на летних Олимпийских играх в Токио — в программе ходьбы на 20 км показал результат 1:32:45.4, расположившись в итоговом протоколе соревнований на седьмой строке.
В 1965 году принял участие в матчевой встрече со сборной США в Киеве, где в дисциплине 20 км с результатом 1:39.13,4 был лучшим.
В июле 1968 года на соревнованиях в Ленинграде установил свой личный рекорд в ходьбе на 20 км — 1:25.45,21.
За выдающиеся спортивные достижения удостоен почётного звания «Мастер спорта СССР международного класса».
Впоследствии проявил себя на тренерском поприще, подготовил множество титулованных спортсменов, в том числе 19 мастеров спорта международного класса. В 1980-х годах в течение трёх лет работал тренером по лёгкой атлетике на Мадагаскаре. Заслуженный тренер Белорусской ССР. В поздние годы преподавал физическую культуру в Минском радиотехническом колледже.